# Pier Head
El Pier Head es un conjunto de edificios a orillas del río Mersey en la ciudad de Liverpool, Inglaterra. Es parte de la Ciudad marítima y mercantil de Liverpool, la cual fue inscrita en lista del Patrimonio de la Humanidad de la Unesco en 2004.
El sitio incluye un trío de puntos de referencia, construido sobre el solar del antiguo George Dock y se refirió a por lo menos desde 2000 como "Las Tres Gracias":
- Royal Liver Building, construido entre 1908 y 1911 y diseñado por Walter Thomas Aubrey. Se trata de un edificio catalogado de grado I que consta de dos torres de reloj, coronada por dos aves míticas "Liver Bird" (símbolo de la ciudad de Liverpool). El edificio es la sede de la Sociedad "Royal Liver Friendly".
- Cunard Building, construido entre 1914 y 1916 y catalogado de grado II. Se trata de la antigua sede de la compañía naviera "Cunard Line".
- Edificio del Puerto de Liverpool, construido desde 1903 hasta 1907 y también de grado II. Es la antigua casa de los Mersey Docks y la Comisión del Puerto.

También en el sitio está el edificio declarado monumento arquitectónico del túnel Mersey, al este del Puerto de la construcción de Liverpool. Fue construido en la década de 1930 y contiene las oficinas y equipos de ventilación para el Túnel Queensway.

## Historia
En la década de 1890 el George Dock, construido en 1771, era esencialmente redundante. Fue la tercera base construida en Liverpool, y era demasiado pequeño y tenía demasiado poca profundidad para los barcos comerciales de finales del siglo XIX. La mayor parte del sitio era propiedad de los Mersey Docks y de la Comisión del Puerto, creada por el Parlamento en 1857, una pequeña parte del sitio aún permanece detenido por la Corporación de la ciudad de Liverpool. La Comisión y la Corporación tenían diferentes prioridades, y los miembros de la Comisión no estaban dispuestos a renunciar a cualquier ventaja comercial para el beneficio de este último.
En enero de 1896, la Comisión y la Corporación comenzaron las discusiones, con el equipo de la Corporación, encabezada por Lord Derby (que era entonces el alcalde), y los representantes del Consejo dirigida por Robert Gladstone, un miembro de la familia de Liverpool. La Corporación trató de persuadir a la Junta para que aceptase su oferta para comprar el sitio, reservando una parte de ella a las oficinas nuevas de la Junta. Después de dos años de negociaciones, así se acordó, y la autoridad parlamentaria se obtuvo para el acuerdo. Pagados por la Corporación £ 277.399 para el sitio, del cual la Junta se reservaba cerca de 13.500 metros cuadrados para su propio edificio.

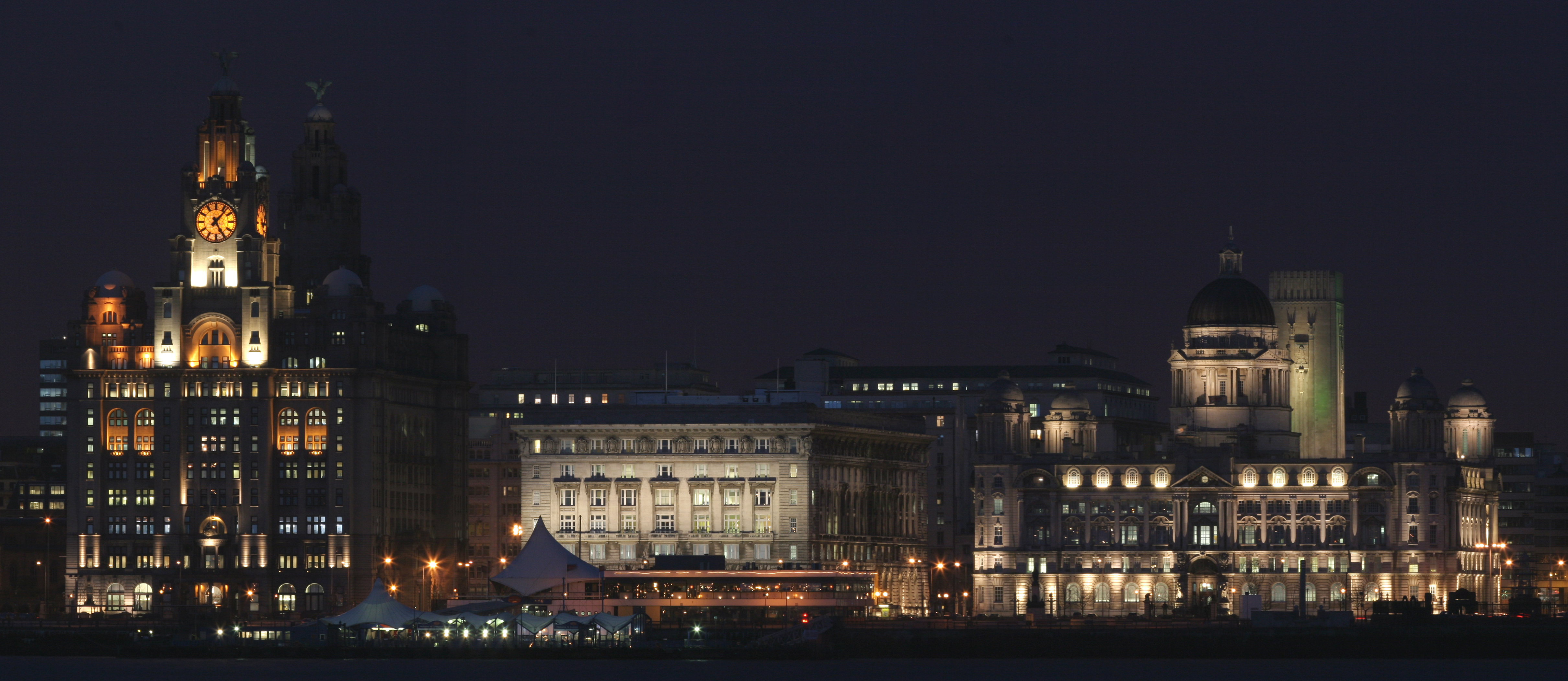
Liverpool Pier en la noche.

La Junta siguió adelante con su nueva sede, y anunció un concurso, restringido a arquitectos locales, que se adjudicó a Alfred Waterhouse. A pesar de algunas protestas en revistas de arquitectura nacionales sobre la exclusión de los arquitectos de más allá de Liverpool, la firma local de Briggs, Wolstenholme, Hobbs y Thornley fue nombrado. Un diseño de estilo neobarroco fue aprobado, con una cúpula central se sumó en el último minuto antes de que los planes finales fueron adoptados a tiempo para el inicio de la construcción de trabajo en marzo de 1903. El edificio fue inaugurado en el verano de 1907.
Cuando se adquirió el sitio, la Corporación ha sido la confianza de encontrar inquilinos para las dos parcelas restantes adecuados para grandes edificios, pero no los futuros inquilinos se dieron a conocer tales, y se decidió ofrecer la plena propiedad de los sitios para la venta. Sin embargo, en una subasta de los sitios en 1905 no hubo postores. Al año siguiente, la Sociedad Royal Liver Friendly hizo un acercamiento a través de Walter Thomas Aubrey, un arquitecto local, con éxito ofreciendo mucho menos para un sitio que la Corporación había esperado: £ 70.000 en lugar de £ 95.000. Gladstone y los Mersey Docks y la Comisión del Puerto expresa su consternación a la altura de la Sociedad Royal Liver propuesto por la nueva sede, a veces descrito como "el primer rascacielos de Inglaterra", pero después de mucho debate, la Corporación aprobó los planes.
El último de los tres sitios de Pier Head entre el Liver Building y los muelles y en las oficinas portuarias de la Comisión durante algún tiempo fue destinado a ser desarrolladas en nombre de la Corporación, en parte para reemplazar a unos baños públicos cercanos, y en parte como oficinas del nuevo tranvías de la ciudad, pero el plan fracasó, y en los primeros años del siglo XX unos baños públicos combinados y la casa de aduanas fueron propuestos. Después de varios años de dicho régimen, también quedó en nada, y en 1913 la compañía naviera Cunard anunció su intención de construir una nueva sede en Liverpool. La Cunard Building fue construida en hormigón armado, revestido en piedra de Portland, en un estilo de hacer un repaso de los grandes palacios italianos, descritos por el historiador de la arquitectura de Peter De Figueiredo como "un partido para sus vecinos más ostentosos en el poder expresivo, pero superior en gran medida en el refinamiento de la detalle y la proporción".
El Pier Head, y la adyacente Isla de Man, fueron sometidos a un régimen nefasto en el año 2002 para desarrollar una "Cuarta Gracia". El proyecto, con el ganador, diseñado por Will Alsop y conocido como "la nube", fue abandonado en 2004 después de "cambios fundamentales" en el plan de línea de costa original, que lo dejó impracticable.
En 2007 comenzó a trabajar en un nuevo esquema, para volver a la casa del Museo de la Vida de Liverpool. El trabajo también se inició en 2007 para construir un enlace de canal entre el canal Leeds-Liverpool y la Dársena Sur. El proyecto de £22,000,000 millones de libras y 1.6 millas de extensión en el canal Leeds-Liverpool fue inaugurado oficialmente el 25 de marzo de 2009. Se abre a los navegantes a finales de abril, y enlaza las 127 millas del canal existente a la Dársena Sur de la ciudad, pasando por el Pier Head y las Tres Gracias.

## Zona de desembarco

### Naves transatlánticas

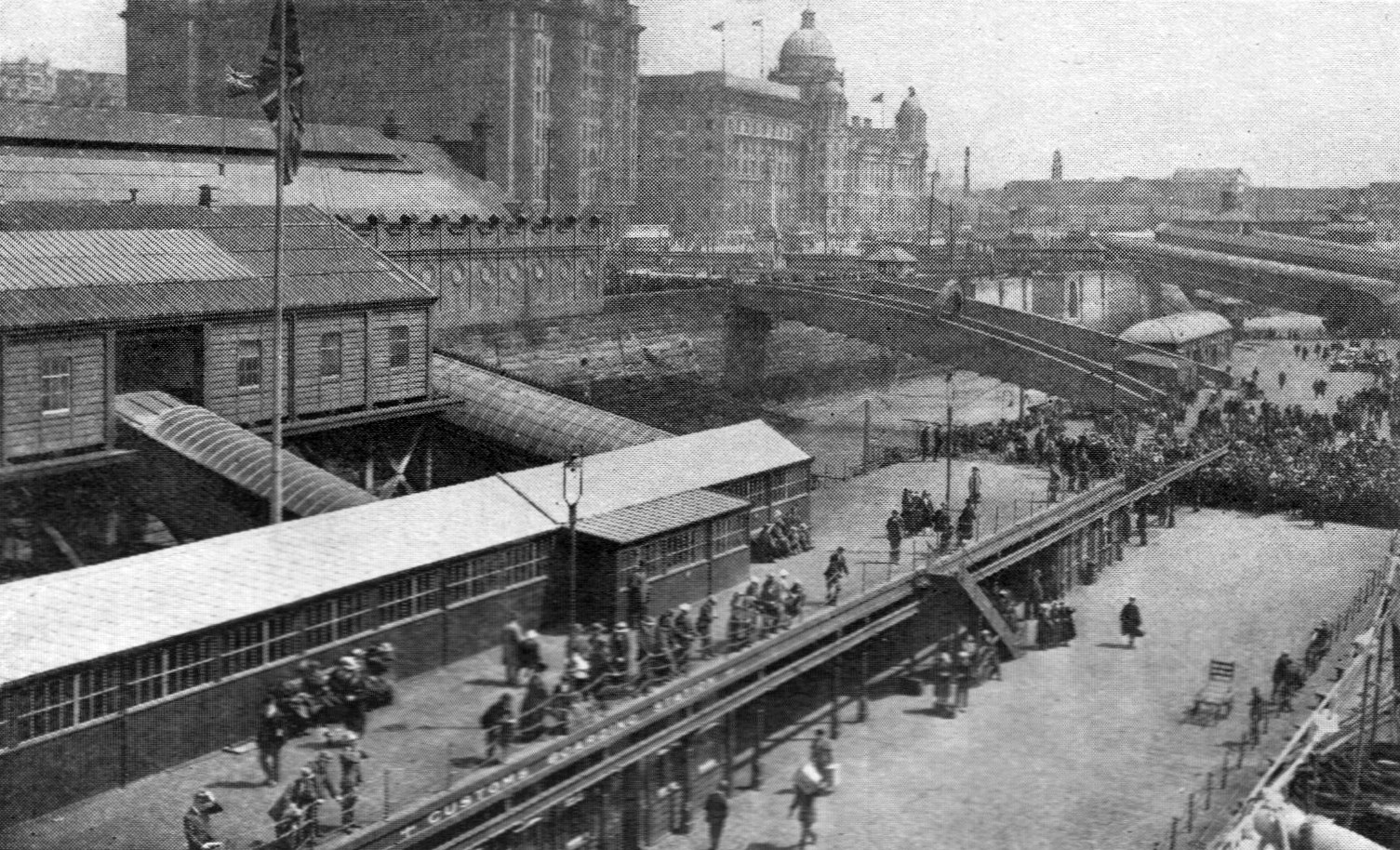
La zona de desembarque, cerca de 1930.

Originalmente, la zona de desembarque del Príncipe estaba situada en el Pier Head para servir al servicio de línea transatlántica. Hubo una serie de estas etapas construidas durante la historia del Liverpool, el más reciente inaugurado en la década de 1890 y se unió al vecino muelle George, situado al sur. Después de un mayor alargamiento que se llevó a cabo en el siglo XX, la estructura combinada originalmente medía 2.478 metros, casi la mitad de una milla. Ambos fueron desguazados en 1973, a raíz de la terminación de los servicios transatlánticos desde Liverpool. La terminal de cruceros de Liverpool se inauguró en 2007.

### Ferries Mersey

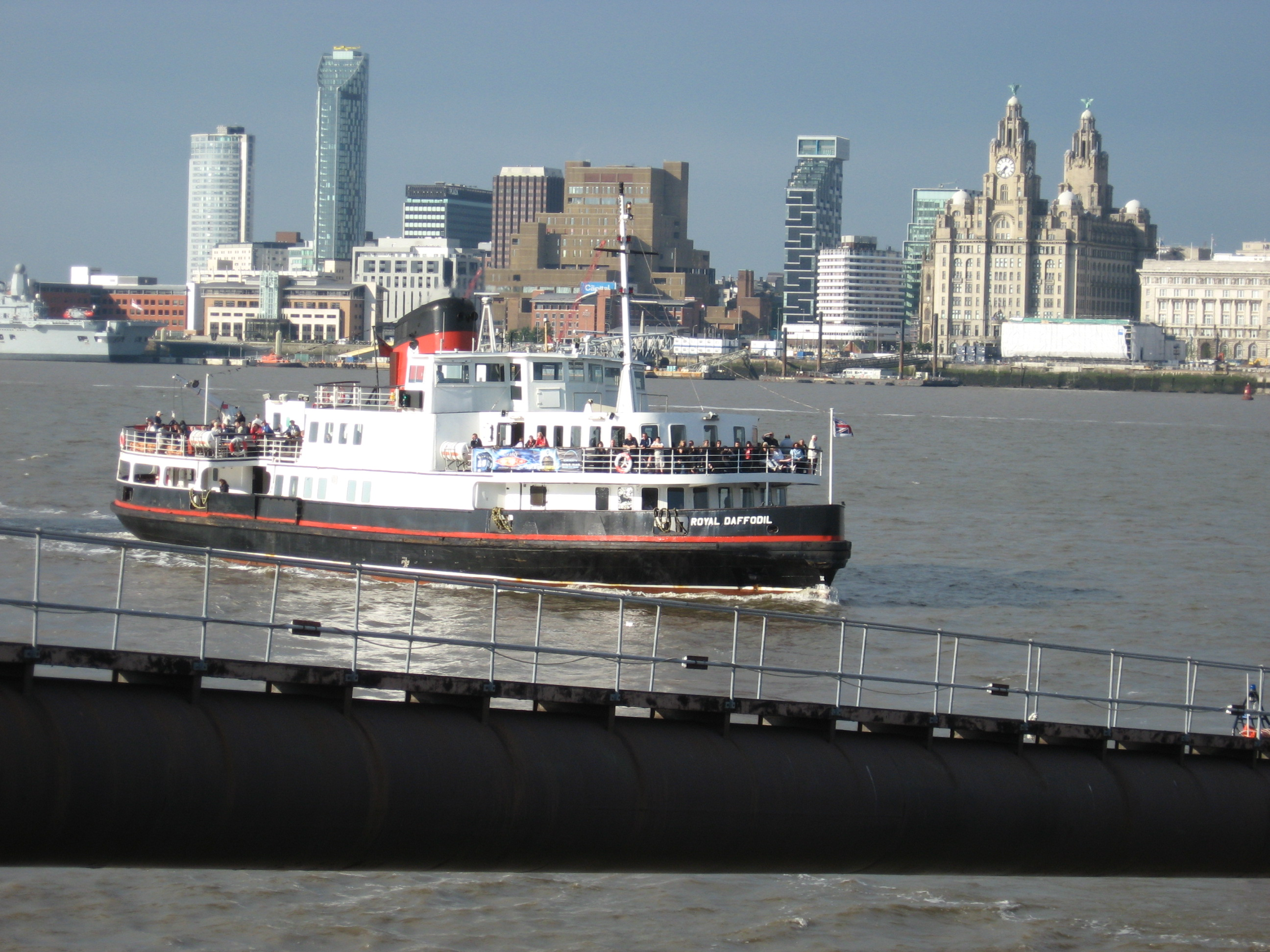
Los Mersey Ferries

Los Mersey Ferries operan desde la etapa de desembarque de George, de propiedad de los Mersey Docks y Harbour Company. Los ferries que viajan son el Woodside a Birkenhead y el Seacombe a Wallasey.
Sólo unos pocos meses después de una nueva etapa (en sustitución de la estructura combinada anterior) fue inaugurado el 13 de julio de 1975, tuvo que ser puesto a flote, luego de caer en un clima anormal. condiciones similares, y una marea extremadamente baja en el 2 de marzo de 2006 , provocó que se hundiera de nuevo, probablemente porque una de las bolsas de aire de su viga se rompió y no pudo ser reflotado. Una etapa de aterrizaje temporal se instaló hasta principios de 2010, cuando se comenzó a trabajar en un escenario de aterrizaje nueva Mersey Ferries. Servicios de Mersey Ferries conecta a la terminal de cruceros. Servicios a Liverpool tuvo que ser suspendido en 14 ocasiones durante el año en que los grandes cruceros estaban de visita.
Un nuevo embarcadero exclusivo para el transbordador fue remolcado en su lugar en noviembre de 2011, con el puente se estiró la duración del enlace en su lugar poco después. La nueva fase de desembarco fue inaugurada oficialmente en enero de 2012, con los servicios que se reanudan el 9 de enero.

### Ferry en la Isla de Man
La Isle of Man Steam Packet Company también opera de la zona de desembarco Príncipes, en una plaza adyacente a los utilizados por los Mersey Ferries.

## Transporte
Además de los Mersey Ferries, el Pier Head se desempeñó anteriormente para los tranvías y más tarde, como un importante intercambiador de autobuses.
La estación James Mersey está a pocos pasos de distancia. La estación formaba parte del Ferrocarril del Mersey. El Pier Head también fue conformada en sus orígenes por la estación  Liverpool Riverside, la conexión a los servicios de la línea principal a través del Túnel Victoria y la estación de Pier Head, con el tren elevado de Liverpool. Ambos han sido demolidos.

## Monumentos

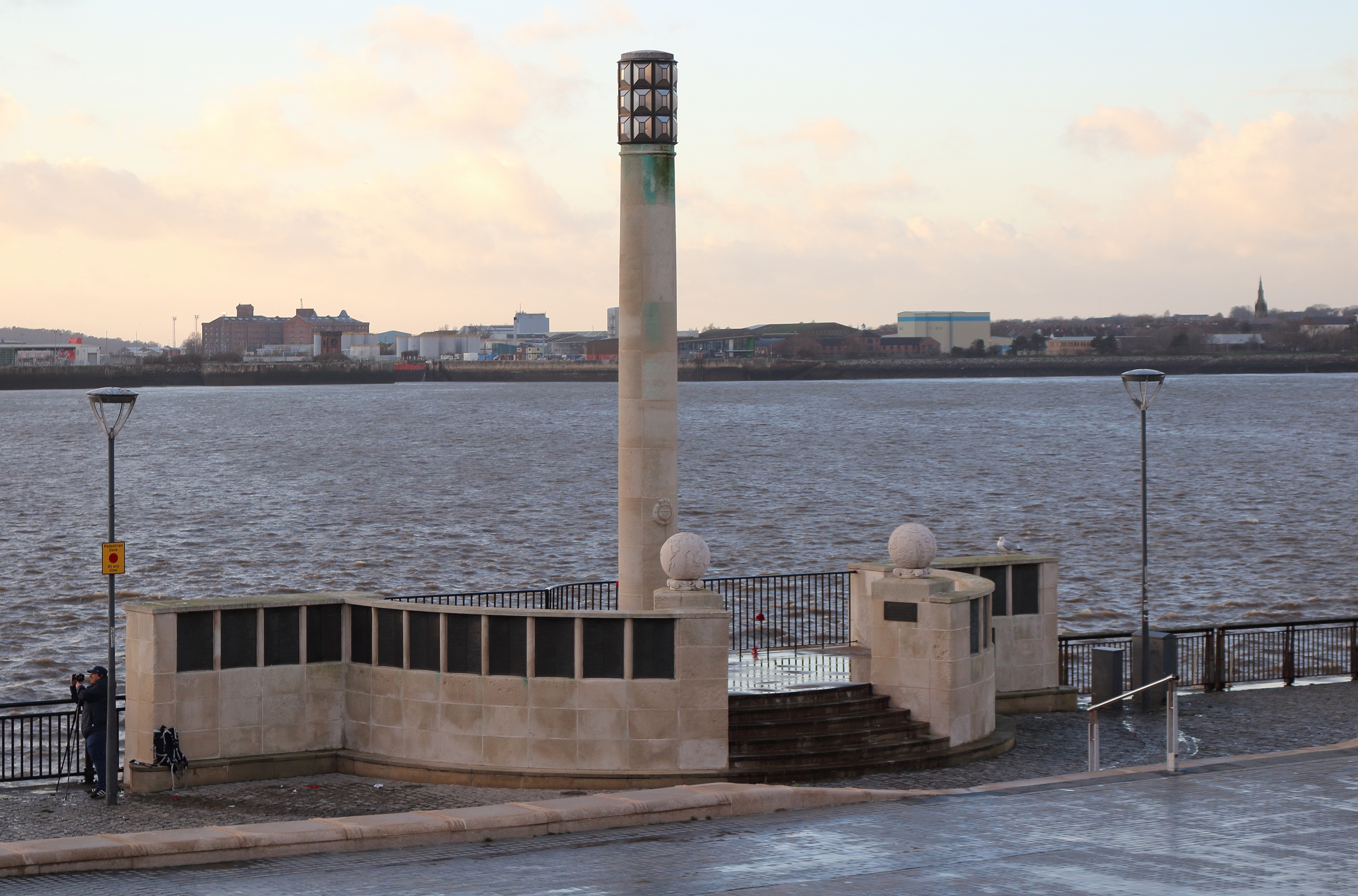
Monumento a los caídos de la Marina Mercante.

El espacio también contiene una serie de monumentos; desde el norte, siguiendo las agujas del reloj, son los siguientes:
- El Monumento al Titanic, dedicado a los ingenieros que permanecieron en sus puestos durante el hundimiento del RMS Titanic,
- El Monumento Cunard War,
- El monumento a Alfred Lewis Jones,
- El monumento a los caídos de la Marina Mercante.

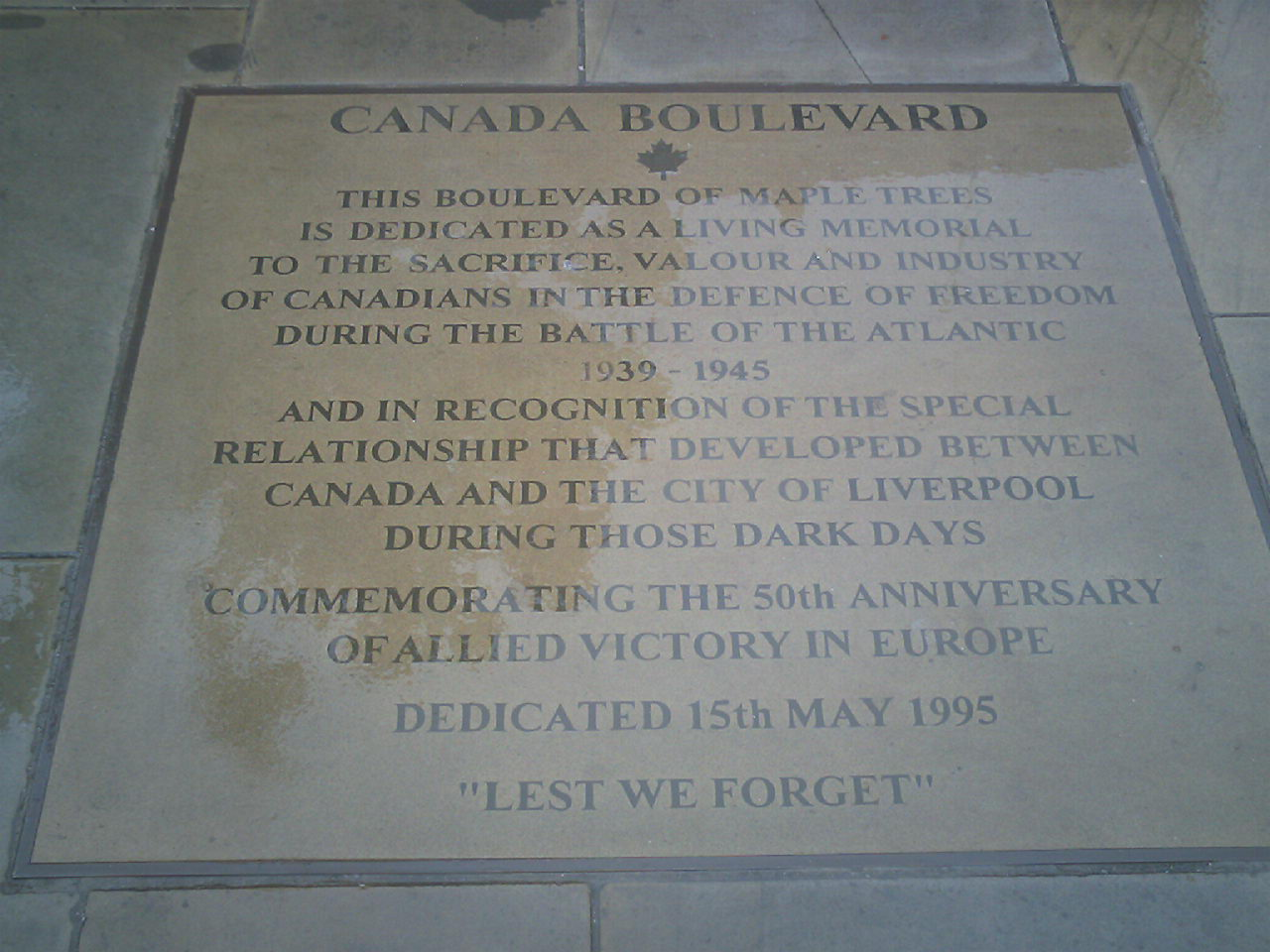
Placa del Boulevard Canadá en el Pier Head.

Hay varias adiciones recientes a los monumentos en el Pier Head, ya que incluyen una a la Segunda Guerra Mundial, comandante de la escolta de convoyes grupo de capitán de Johnnie Walker, y un recuerdo de los marinos mercantes chinos que sirvieron y murieron por Gran Bretaña en las dos guerras mundiales, dado a conocer el 23 de enero de 2006.